# 茎崎町
茎崎町（くきざきまち）は、茨城県南部の稲敷郡に属していた町である。東京都特別区部への通勤率は21.2%・つくば市への通勤率は14.3%（いずれも平成12年国勢調査）。

## 概要

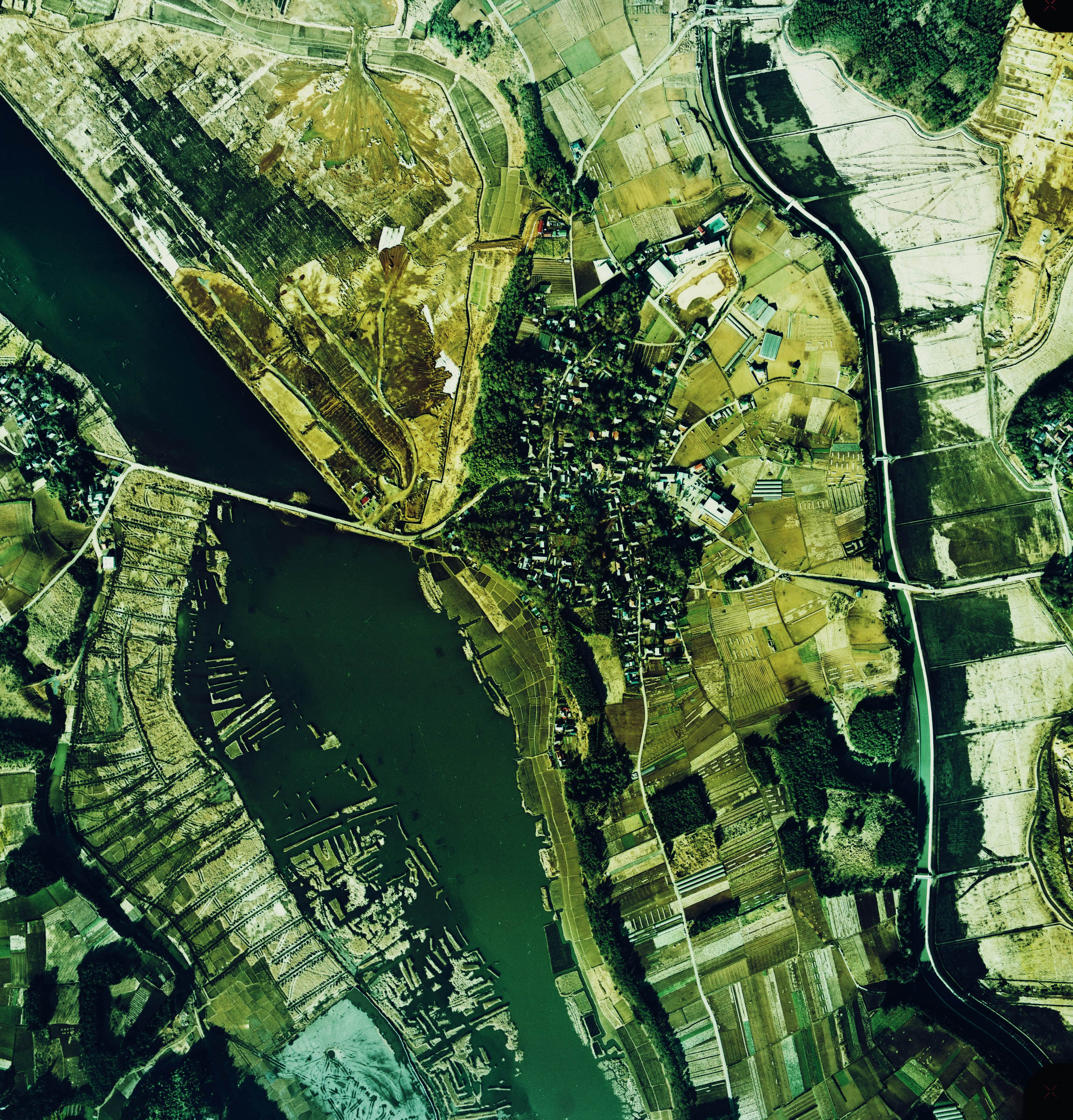
1974年度の茎崎町中心部

- 茨城県の南側に位置し、キャッチフレーズを「水と緑の豊かな自然と都市が調和する田園都市」にし、東京特別区から50km圏に位置する。つくば市の南東側に位置し、筑波研究学園都市の一部を構成している。農村地帯であったが、東京都中心部のニュータウンになってから人口が増加した。標高は最高地点は25mであり、最低地点は5mである[1] [2] [3][4]。

## 地理
- 河川：小野川、稲荷川、東谷田川、西谷田川

### 地形
- 台地末端部や細やかな谷の周囲である低地と台地の接点部に分布し、下岩崎地区には台地端部に近い部分が農作地となり、台地中央部は森林地帯が立地している。 [3][4]

### 人口
- 筑波研究学園都市の開発に伴って東京特別区のニュータウンになり、宅地造成された結果町村制施行時より、約9倍の人口増加になり、約2800人ほどであった人口が約2万6000人になった[4]。その間、1975年前後には宅地造成が活発になり、人口増加が123.5%になり、全国一の人口増加率を誇った。その結果、当町の人口が2倍に増加し、単独町制が行えるほどに成長し、1983年1月1日に茎崎町になった。町制施行後も人口が増加し続け、2000年頃まで増え続けた。[4]しかし、つくば市の編入合併直前は約2万5700人であり、減少傾向にあった。[5]

| 調査名         | 調査年        | 人口     |
| -------------- | ------------- | -------- |
| 第10回国勢調査 | 1970年10月1日 | 6,461人  |
| 第11回国勢調査 | 1975年10月1日 | 8,308人  |
| 第12回国勢調査 | 1980年10月1日 | 16,856人 |
| 第13回国勢調査 | 1985年10月1日 | 22,577人 |
| 第14回国勢調査 | 1990年10月1日 | 25,070人 |
| 第15回国勢調査 | 1995年10月1日 | 26,315人 |

### 人口構成
- 1985年（昭和60年）第13回国勢調査では当町の平均年齢が31.5歳であり、桜村（現:つくば市）を筆頭に次に鹿島町（現:鹿嶋市）が2番目であり、当町が3番目に若い町であった。15歳未満の年少人口が30.5%であり、65歳以上の高齢人口は6.5%であった。[4]

### 面積
- 24.48㎢[3][4]

### 広ぼう
- 東西4.96 kmであり、南北8.31 kmである。周囲は22㎞である。 [3][4]

### 気候
- 温暖な気候である[1][3]。

| 項目           | 記録値       | 記録日          |
| -------------- | ------------ | --------------- |
| 年間平均気温   | 13.3℃        | 1951年 - 1980年 |
| 最高気温       | 37.0℃        | 1947年8月       |
| 最低気温       | 氷点下17.0度 | 1952年2月       |
| 年間平均降水量 | 1240.0mm     | 1951年 - 1981年 |
| 最高降水量     | 265.1mm      | 1929年9月       |

### 隣接自治体
- 茨城県
  - 龍ケ崎市
  - 牛久市
  - つくば市
  - 筑波郡伊奈町

## 歴史

### 茎崎村制時
- 1889年（明治22年）4月1日 - 町村制施行により、小茎村、高崎村、上岩崎村、下岩崎村、房内村、天宝喜村、若栗村、菅間村、大井村、樋ノ沢村、庄兵衛新田の一部の11村が合併し河内郡茎崎村が成立する。[6]
- 1896年（明治29年）3月29日 -  河内郡が信太郡と合併し稲敷郡となる。
- 1937年（昭和12年） - 上岩崎に郵便局が設置される。[7]
- 1946年（昭和21年） - 小茎に旧役場庁舎が完成する。[8]
- 1974年（昭和49年） - つくば市編入まで役場として使用した庁舎が完成する。[9]
- 1978年（昭和53年） - 人口が1万人を超える。[10]

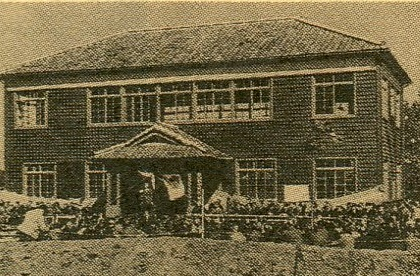
旧・茎崎町役場 （1946年撮影）
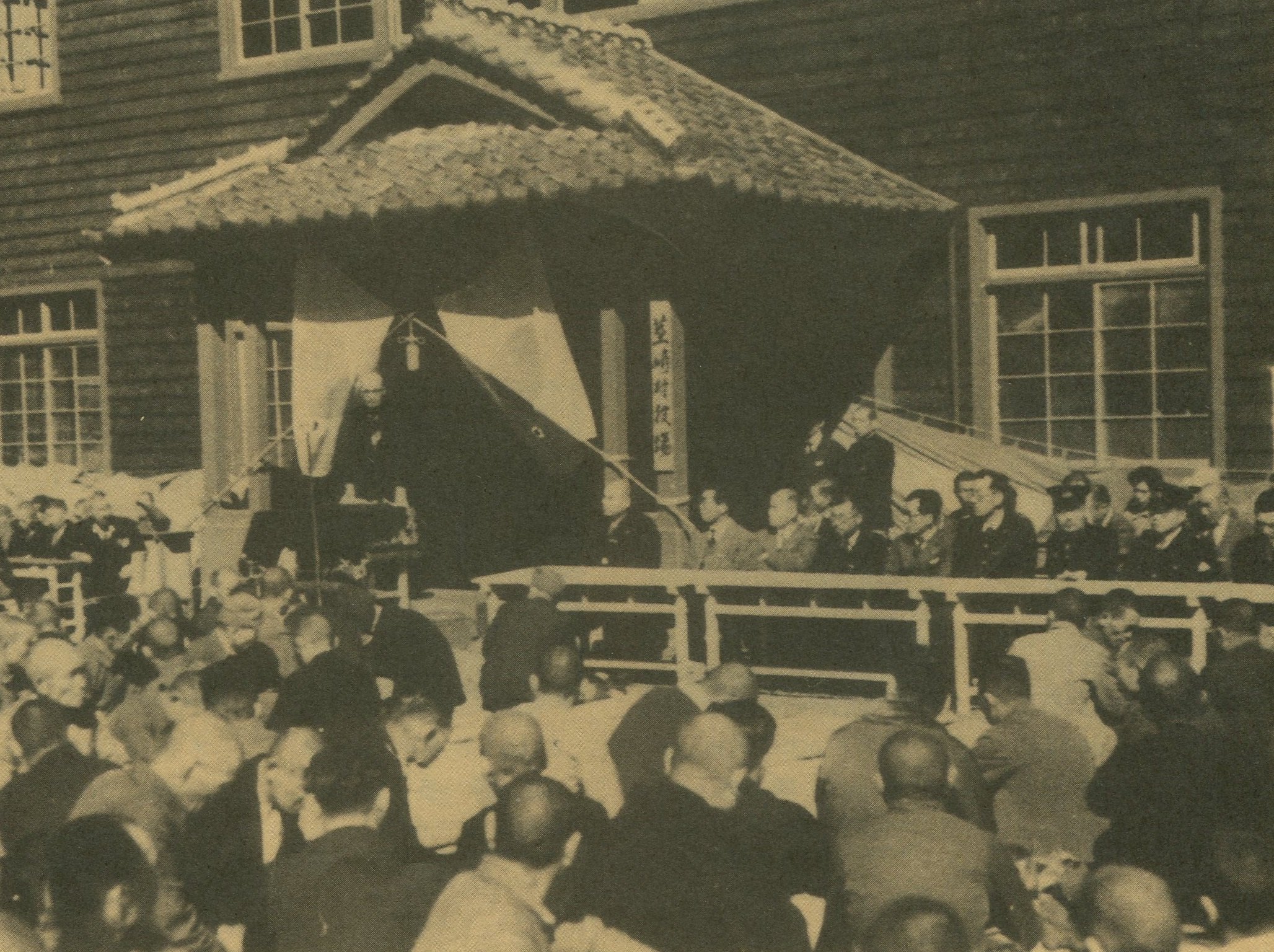
旧・茎崎町役場落成式 （1946年撮影）

### 茎崎町制時
- 1983年（昭和58年）1月1日  - 茎崎村が単独町制を施行し茎崎町となる。[11]
- 1985年（昭和61年）1月17日 - 町花・町木・町鳥を制定する[12][11]。
- 1994年（平成6年）2月21日 - 新字名として、大字明神（旧大字天宝喜・霜田の一部）を設定[13]。
- 2001年（平成13年）2月26日 - 新字名として、中山（旧若栗、高崎の各一部）を設定[14]。
- 2002年（平成14年）9月30日 - 新字名として、西大井（旧大井、樋の沢、菅間、高崎の各一部）と、池向（旧大井、樋の沢の各一部）を設定[15]。
- 2002年（平成14年）11月1日 -  つくば市へ編入する。

### 地名の由来
茎崎村成立時に地域の主要な村であった小茎村、高崎村、上岩崎村、下岩崎村から一字ずつとった合成地名である

## 地区

### 大字
- あしび野
- 天宝喜
- 池の台
- 池向
- 稲荷川
- 稲荷原
- 梅ケ丘
- 大井
- 大舟戸
- 小茎
- 上岩崎
- 茎崎
- 九万坪
- 駒込
- 小山
- 桜が丘
- 下岩崎
- 自由ケ丘
- 城山
- 菅間
- 高崎
- 高見原
- 中山
- 西大井
- 西の沢
- 泊崎
- 樋の沢
- 富士見台
- 房内
- 宝陽台
- 細見
- 牧園
- 松の里
- 明神
- 森の里
- 六斗
- 若栗
- 若葉

### ニュータウン
- 東京特別区のベッドタウンとして宅地開発が行われた[4]。

| ニュータウン名 | 入居開始年 |
| -------------- | ---------- |
| 城山           | 1977年     |
| 梅ケ丘         | 1977年     |
| 桜が丘         | 1978年     |
| 宝陽台         | 1978年     |
| 自由ケ丘       | 1982年     |
| あしび野       | 1982年     |
| 自由ケ丘       |            |
| 富士見台       | 1985年     |
| 緑が丘         |            |
| 森の里         |            |

## 行政

### 官公庁
- 茎崎町役場
- つくば中央警察署茎崎地区交番
- 筑南地方広域行政事務組合消防本部南消防署茎崎分署

### 町木・町花・町鳥
- 1985年1月17日に制定された。[17]
  - 町木 - いちょう
  - 町花 - ひまわり
  - 町鳥 - よしきり

### 姉妹都市
- ミルピタス市（アメリカ合衆国カリフォルニア州）
  - 1996年7月2日姉妹都市提携。

### 自治体合併
- 1889年の町村制施行からつくば市への編入までの113年半の間、他の自治体との編入合併は一度もなかった。

#### 牛久町・岡田村との合併
- 昭和の大合併時の1953年8月に当時の茎崎村・牛久町・岡田村で「牛久・茎崎・岡田村合併協議会」を設置し新設合併を目指したが、茎崎村の住民が合併に対し消極的であったことから実現しなかった。結局、残りの牛久町と岡田村で1954年4月1日に新設合併した[1]。

#### つくば市との合併
- 1987年8月に「筑波研究学園都市関係町村合併促進協議会」が設立され、将来的に合併を目指すものとし、つくば市発足後の1988年2月に合併協議会が設置されるも時期尚早とされ1999年11月まで開催されずに凍結状態であったが、2001年11月12日に合併協定が調印。2002年11月1日に編入合併した[18]。

### 町章
- 制定日は不明である。「クキザキ」を図案化したものであり、左右に張っている翼は飛躍発展を表し、円は住民の発展と協力を象徴している[12][17]。

## 施設
- 茎崎運動公園
- こもれび六斗の森
- 高崎自然の森
- 茎崎町民憩いの家

## 経済

### 第一次産業
- 筑波研究学園都市開発以前は純農村地帯であり、稲作・畑作栽培が活発であった。しかし、開発後は東京特別区のベッドタウンとして機能し、宅地開発によって農作地帯が転用され、耕地面積が減少した。1965年の農家戸数は889戸であったが、1995年には644戸と約3割減少した。[19][20]

#### 特産物
野菜栽培が盛んであり、ネギは銘柄産地に指定されている
| - たけのこ - 栗 - スイカ | - 白菜 - メロン - 三つ葉 | - ラッカセイ - カーネーション - ネギ |

### 第二次産業
- 筑波研究学園都市が整備し、熟成され、常磐自動車道谷田部インターチェンジまでが開通してから企業の進出がされ[19]研究都市当町の9割の事業所は中小企業である。[20]、筑波研究学園都市開発以前の大正時代から花火の製造が行われており、現在は下岩崎に一軒のみであり、町内の祭事などに使用されている。[21]
  - キヤノン化成株式会社本社筑波事業所（キヤノン関連会社）
  - 日本メクトロン南茨城工場（NOK子会社）
  - 共立商事中央研究所（丸紅エネルギー関連会社）

### 第三次産業
- 大規模商店がなく、飲食料を扱う簡易的な小規模商店程度が点在しているだけであり、そのために購買力が他自治体に流出している[20]。

## 地域

### 教育
- 高等学校
  - 茨城県立茎崎高等学校
- 中学校
  - 茎崎町立茎崎中学校
  - 茎崎町立高崎中学校
- 小学校
  - 茎崎町立茎崎第一小学校
  - 茎崎町立茎崎第二小学校
  - 茎崎町立茎崎第三小学校
- 幼稚園
  - 茎崎町立高崎幼稚園
  - 茎崎町立岩崎幼稚園
  - みのり幼稚園
  - 成渓幼稚園

## 交通

### 道路
- 高速道路
  - （なし）[注 1]
- 一般国道
  - 国道408号
- 主要地方道
  - 茨城県道46号野田牛久線
- 一般県道
  - 茨城県道143号谷田部牛久線
  - 茨城県道202号館野牛久線
  - 茨城県道210号谷田部藤代線

## 観光
- 守徳寺
- 貴船神社
- 孝学院
- 月読神社